# Carrazedo de Montenegro e Curros
Carrazedo de Montenegro e Curros ist eine portugiesische Gemeinde (Freguesia) im Kreis (Concelho) Valpaços im Norden Portugals.

## Geschichte
Die Gemeinde entstand im Zuge der Gebietsreform vom 29. September 2013 durch die Zusammenlegung der ehemaligen Gemeinden Carrazedo de Montenegro und Curros.
Carrazedo de Montenegro wurde Sitz der neuen Verwaltung.

## Demographie
| Freguesia | Freguesia                        | Freguesia | Freguesia       | ehemalige Freguesias | ehemalige Freguesias    | ehemalige Freguesias | ehemalige Freguesias |
| --------- | -------------------------------- | --------- | --------------- | -------------------- | ----------------------- | -------------------- | -------------------- |
| Wappen    | Freguesia                        | Einwohner | Fläche in (km²) | Wappen               | Freguesia               | Einwohner            | Fläche in (km²)      |
|           | Carrazedo de Montenegro e Curros | 1643      | 49,83           |                      | Carrazedo de Montenegro | 1617                 | 29,08                |
|           | Carrazedo de Montenegro e Curros | 1643      | 49,83           | Curros               | 156                     | 20,74                |                      |